# Galaxia elíptica M32
La galaxia elíptica M32 (también conocida como Objeto Messier 32, Messier 32 o NGC 221) es una galaxia elíptica enana de la constelación de Andrómeda, una galaxia satélite de la galaxia de Andrómeda y un miembro del Grupo Local de galaxias (aunque un artículo reciente ha llegado a poner esto en tela de juicio y a postular que en realidad está tres veces más lejos, siendo una galaxia elíptica normal). Fue descubierta por el astrónomo Guillaume Le Gentil el 29 de octubre de 1749. Charles Messier la observó por primera vez en 1757 y la añadió a su catálogo en 1764.
Las estrellas externas de M32 son visiblemente arrastradas por la atracción de su galaxia vecina. El núcleo posee una masa de alrededor de 108 masas solares, para una densidad de 5000 estrellas/pc³ en órbita en torno a un objeto central extremadamente masivo (valores comparables con los del núcleo de la galaxia de Andrómeda). Tiene un radio de 4000 años luz y es uno de los escasos ejemplos de galaxia elíptica enana compacta, pensando algunos autores que es el núcleo de una antigua galaxia mucho mayor que fue despedazada por las fuerzas de marea de su vecina, perdiendo gran parte de sus estrellas, y produciéndose un brote estelar que dejó lo que vemos hoy. 
También se ha sugerido, por otro lado, que no es una galaxia elíptica enana compacta sino una galaxia lenticular con un disco de muy bajo brillo de superficie y una región central muy luminosa.
M32 parece haber colisionado con su vecina Andrómeda hace más de 2.000 millones de años. La colisión produjo en la segunda los anillos de gas y polvo descentrados visibles en ella en el infrarrojo, y en la primera la pérdida de más de la mitad de sus estrellas.